# Xe législature des Cortes d'Aragon
La Xe législature des Cortes d'Aragon est un cycle parlementaire des Cortes d'Aragon, d'une durée de quatre ans, ouvert le 20 juin 2019 à la suite des élections du 26 mai précédent, et clos le 4 avril 2023.

## Bureau
| Poste                    | Titulaire        | Parti | Parti   | Circonscription |
| ------------------------ | ---------------- | ----- | ------- | --------------- |
| Président                | Javier Sada      |       | PSOE    | Saragosse       |
| Première vice-présidente | Mar Rodrigo      |       | PSOE    | Huesca          |
| Second vice-président    | Ramiro Domínguez |       | Cs      | Teruel          |
| Première secrétaire      | Itxaso Cabrera   |       | Podemos | Saragosse       |
| Second secrétaire        | Jesús Fuertes    |       | PP      | Teruel          |

## Groupes parlementaires
| Nom | Nom                        | Début | Fin | Porte-parole                                                       |
| --- | -------------------------- | ----- | --- | ------------------------------------------------------------------ |
|     | Groupe socialiste          | 24    | 24  | Vicente Guillén                                                    |
|     | Groupe populaire           | 16    | 16  | Luis María Beamonte Mar Vaquero (19/01/2022)                       |
|     | Groupe Ciudadanos          | 12    | 12  | Daniel Pérez                                                       |
|     | Groupe Podemos Equo Aragón | 5     | 5   | Maru Díaz Nacho Escartín (28/08/2019) Marta de Santos (20/07/2022) |
|     | Groupe Union aragonaisiste | 3     | 3   | José Luis Soro Joaquín Palacín (11/09/2019)                        |
|     | Groupe Vox en Aragón       | 3     | 3   | David Arranz Santiago Morón (29/07/2020)                           |
|     | Groupe aragonais           | 3     | 3   | Arturo Aliaga Jesús Guerrero (04/09/2019)                          |
|     | Groupe mixte (IU Aragón)   | 1     | 1   | Álvaro Sanz                                                        |

## Commissions parlementaires
| Commission                                                                             | Président                   | Parti | Parti | Circonscription |
| -------------------------------------------------------------------------------------- | --------------------------- | ----- | ----- | --------------- |
| Commissions permanentes législatives                                                   |                             |       |       |                 |
| Commission des Comparutions citoyennes et des Droits humains                           | Ángel Peralta               | PSOE  |       | Teruel          |
| Commission de l'Industrie, de la Compétitivité et du Développement entrepreneurial     | Sergio Ortiz                | PSOE  |       | Saragosse       |
| Commission de la Science, de l'Enseignement supérieur et de la Société de la Recherche | Darío Villagrasa            | PSOE  |       | Saragosse       |
| Commission de l'Aménagement du territoire, de la Mobilité et du Logement               | Beatriz Sánchez             | PSOE  |       | Saragosse       |
| Commission de l'Économie, de la Planification et de l'Emploi                           | Leticia Soria               | PSOE  |       | Saragosse       |
| Commission des Finances et de l'Administration publique                                | José Antonio Lagüéns        | PP    |       | Huesca          |
| Commission de l'Éducation, de la Culture et des Sports                                 | Enrique Pueyo               | PSOE  |       | Huesca          |
| Commission de la Citoyenneté et des Droits sociaux                                     | Carmen Sahún                | PSOE  |       | Huesca          |
| Commission de l'Agriculture, de l'Élevage et de l'Environnement                        | Fernando Sabés              | PSOE  |       | Huesca          |
| Commission de la Santé                                                                 | Ana Arellano                | PSOE  |       | Saragosse       |
| Commissions permanentes non-législatives                                               |                             |       |       |                 |
| Commission du Règlement et du Statut des députés                                       | Javier Sada                 | PSOE  |       | Saragosse       |
| Commission institutionnelle et du développement statutaire                             | Alfredo Sancho              | PSOE  |       | Huesca          |
| Commission institutionnelle et du développement statutaire                             | Álvaro Burrell (10/02/2020) | PSOE  |       | Huesca          |

## Gouvernement et opposition
| Candidat             | Date                                       | Vote       |      |    |    |         |     |     |     |    | Résultat |
| Candidat             | Date                                       | Vote       | PSOE | PP | Cs | Podemos | CHA | Vox | PAR | IU | Résultat |
| Javier Lambán (PSOE) | 31 juillet 2019 (majorité absolue requise) | Oui        | 24   |    |    | 5       | 3   |     | 3   | 1  | 36 / 67  |
| Javier Lambán (PSOE) | 31 juillet 2019 (majorité absolue requise) | Non        |      | 16 | 12 |         |     | 3   |     |    | 31 / 67  |
| Javier Lambán (PSOE) | 31 juillet 2019 (majorité absolue requise) | Abstention |      |    |    |         |     |     |     |    | 0 / 67   |

## Désignations

### Sénateurs
| Parti | Parti | Sénateurs désignés             | Voix |
| ----- | ----- | ------------------------------ | ---- |
| PAR   |       | Clemente Sánchez-Garnica Gómez | 27   |
| PP    |       | Luisa Fernanda Rudi            | 16   |